# Ян Тінберґен
Ян Тінберген (нід. Jan Tinbergen, *12 квітня 1903 — †9 червня 1994) — голландський економіст, разом з норвежцем Раґнаром Фрішем став першими лауреатами тільки що заснованої Нобелівської премії з економіки «За створення та застосування динамічних моделей до аналізу економічних процесів».

## Біографія

### Ранні роки, освіта
Народився Ян 12 квітня 1903 року у Гаазі в родині вчителя середньої школи, лінгвіста Дірка Корнеліуса й Жаннет Тінберген. Він був старшим із п'ятьох дітей. Двоє з братів Я. Тінбергена, Ніколас і Лююк, стали професорами зоології.
1922–1926 рр. Я. Тінберген навчався на фізичному факультеті Лейденського університету. 1929 р. здобув докторський ступінь із фізики.

### Зрілий вік

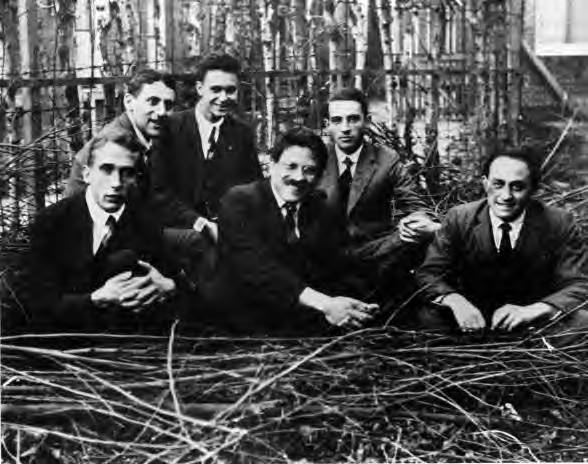
Студенти Лейденського університету, 1924 рік. Третій зліва — Ян Тінберген

Я.Тінберген один із перших почав застосовувати математичний апарат до вивчення економічних процесів і створювати моделі для їхнього опису. Для проходження альтернативної служби був направлений на роботу в тюремну адміністрацію м.Роттердама, а потім у м. Гаага, у Центральне бюро статистики при уряді Нідерландів.
1929 року Я.Тінберген одружився з Твані де Віт, дочкою армійського офіцера, в них народилося чотири дочки. 1931 р. Я.Тінберген читав лекції зі статистики в Амстердамському університеті. З 1933 р. працював професором економіки в Нідерландській школі економіки (м. Роттердам).
1936–1938 рр. Я.Тінберген був направлений на роботу в Лігу Націй у Женеві. Разом із колегами-економістами (включаючи Р.Фріша) заклав основи економетрики, що поєднала статистику й економічний аналіз.
1946–1955 рр. Я.Тінберген — директор Центрального бюро статистики Нідерландів. 1947 р. його обрали президентом міжнародного економетричного товариства.
З 1956 р. він працював у Нідерландській школі економіки за спеціальністю «планування економічного розвитку».
У 60-ті роки виконував функції консультанта-радника при урядах Індії, Єгипту, Туреччини, Суринаму, Чилі, Індонезії, Сирії, Іраку й Лівії, консультував міжнародні організації — Всесвітній банк, Європейське об'єднання вугілля й сталі, різноманітні підрозділи ООН. З 1966 р. по 1972 р. Я.Тінберген був головою Комітету планування розвитку ООН.

## Нобелівська премія та інші досягнення
У 1969 році Я.Тінбергена і Р.Фріша нагородили Нобелівською премією з економіки «за розвиток і застосування динамічних моделей до аналізу економічних процесів». На початку 70-х років він проаналізував розподіл особистих прибутків. 1973–1975 рр. працював професором у Лейденському університеті.
Останні 20-років життя присв'ятив пошуку шляхів розв'язання глобальних світових проблем і побудови оптимального економічного устрою суспільства. Я.Тінберген був редактором часопису «Внесок в економічний аналіз». Помер 9 червня 1994 році.